# Житняк донський
Житняк донський (Agropyron tanaiticum) — вид рослин із родини злакових (Poaceae).

## Морфологічна характеристика
Багаторічна рослина 30–70(80) см заввишки; росте пучками. Кореневище видовжене. Листові піхви на поверхні голі чи запушені. Язичок до 5 мм завдовжки. Листові пластинки плоскі чи згорнуті, 8–15 см × 2–5 мм; поверхня запушена, волохата адаксіально (верх). Колосся двостороннє, 5–16 см × 5–12 мм, з голою чи рідше слабо запушеною віссю і трохи відігнутими від осі волосистими чи голими висхідними сидячими колосками. Колоски складаються з 3–4 плідних квіточок, зі зменшеними квіточками на верхівці. Колоски довгасті, стиснуті збоку, 7–12 мм завдовжки; розпадаються у зрілості, розчленовуючись під кожною родючою квіточкою. Колоскові луски схожі; нижня колоскова луска ланцетна, 3–7 мм завдовжки, 1-кілева, 1-жилкова, верхівка загострена; верхня колоскова луска ланцетна, 5–7 мм завдовжки, 1-кілева, 1-жилкова, верхівка загострена. Лема еліптична, 6–8 мм завдовжки, 5-жилкова, поверхня запушена чи ворсиста, верхівка гостра. Верхівкові безплідні квіточки схожі на плодючі, але недорозвинені. Зернівка довгаста, волосиста на верхівці.

## Середовище проживання
Зростає у сх. Україні та пд.-євр. Росії. Обмежується у своєму поширенні піщаними ґрунтами та піщаними терасами пляжів двох річок: Сіверського Дінця та Дону. Його площа заселення (AOO) значно менше 500 км². Житняк донський — піонерський і панівний вид цього середовища проживання, де він зазвичай зустрічається разом з Euphorbia seguieriana.

## Використання
Культивується на корм і потенційним донором генів хлібної та твердої пшениці, а також ряду інших культурних видів пшениці.

## Загрози й охорона
Основними загрозами для цього виду є урбанізація та лісівництво.
Рід Agropyron занесений до Додатку I Міжнародного договору про генетичні ресурси рослин для харчових продуктів і сільського господарства як частину генофонду пшениці. Вид занесений до обласного Червоного списку Бєлгородської області. В Україні A. tanaiticum зростає в Сіверсько-Донецькому національному парку Луганської області.